# Football Club Lausanne-Sport 2012-2013
Questa voce raccoglie le informazioni riguardanti il Football Club Lausanne-Sport nelle competizioni ufficiali della stagione 2012-2013.

## Stagione
Nella stagione 2012-2013 il Losanna, allenato da Laurent Roussey, concluse il campionato di Super League al 9º posto. In Coppa Svizzera il Losanna fu eliminato ai quarti di finale dal Sion.

## Rosa
| N. |                           | Ruolo | Calciatore          |
| -- | ------------------------- | ----- | ------------------- |
| 1  | Svizzera (bandiera)       | P     | Anthony Favre       |
| 2  | Marocco (bandiera)        | D     | Abdelouahed Chakhsi |
| 2  | Svizzera (bandiera)       | D     | Janick Kamber       |
| 3  | Svizzera (bandiera)       | D     | Mickaël Facchinetti |
| 4  | Francia (bandiera)        | C     | Malaury Martin      |
| 5  | Spagna (bandiera)         | C     | Gabri               |
| 6  | Svizzera (bandiera)       | D     | Guillaume Katz      |
| 7  | Tunisia (bandiera)        | C     | Salim Khelifi       |
| 9  | Svizzera (bandiera)       | A     | Jocelyn Roux        |
| 10 | Rep. del Congo (bandiera) | C     | Chris Malonga       |
| 11 | Francia (bandiera)        | A     | Yannis Tafer        |
| 12 | Francia (bandiera)        | D     | Ibrahim Tall        |
| 13 | Svizzera (bandiera)       | C     | Michel Avanzini     |
| 14 | Italia (bandiera)         | D     | Sébastien Meoli     |
| 17 | Francia (bandiera)        | A     | Kevin Tapoko        |
| 18 | Svizzera (bandiera)       | P     | Thomas Castella     |

| N. |                                 | Ruolo | Calciatore          |
| -- | ------------------------------- | ----- | ------------------- |
| 19 | Svizzera (bandiera)             | D     | Numa Lavanchy       |
| 19 | Kosovo (bandiera)               | A     | Bashkim Sukaj       |
| 20 | Svizzera (bandiera)             | C     | Nicolas Marazzi     |
| 21 | Costa d'Avorio (bandiera)       | A     | Abraham Guié-Guié   |
| 22 | Angola (bandiera)               | P     | Signori Antonio     |
| 23 | Svizzera (bandiera)             | C     | Romain Dessarzin    |
| 24 | Svizzera (bandiera)             | D     | Gabriel Cuénoud     |
| 24 | Francia (bandiera)              | D     | Jérôme Sonnerat     |
| 25 | Costa d'Avorio (bandiera)       | C     | Sekou Junior Sanogo |
| 26 | Benin (bandiera)                | C     | Waidi Adam          |
| 28 | Svizzera (bandiera)             | D     | Ahmet Özcan         |
| 28 | Svizzera (bandiera)             | C     | Fabio Mendouca      |
| 28 | Bosnia ed Erzegovina (bandiera) | A     | Mehmed Begzadić     |
| 29 | Rep. del Congo (bandiera)       | A     | Matt Moussilou      |
| 30 | Svizzera (bandiera)             | P     | Mathieu Débonnaire  |

## Organigramma societario
Area tecnica
- Allenatore: Laurent Roussey
- Allenatore in seconda: Sébastien Fontbonne
- Preparatore dei portieri: Florent Delay
- Preparatori atletici:

## Calciomercato

### Sessione estiva
| Acquisti | Acquisti            | Acquisti           | Acquisti |
| R.       | Nome                | da                 | Modalità |
| -------- | ------------------- | ------------------ | -------- |
| A        | Kevin Tapoko        | Le Mans U19        |          |
| A        | Abraham Guié-Guié   | Nizza              |          |
| C        | Gabri               | Sion               |          |
| A        | Yannis Tafer        | Olympique Lione    |          |
| P        | Thomas Castella     | Neuchâtel Xamax II |          |
| D        | Mickaël Facchinetti | Chievo             |          |
| C        | Ferrugem            | Sion               |          |
| C        | Florian Gudit       | Losanna U18        |          |
| C        | Chris Malonga       | Monaco             |          |

| Cessioni | Cessioni            | Cessioni               | Cessioni |
| R.       | Nome                | a                      | Modalità |
| -------- | ------------------- | ---------------------- | -------- |
| C        | Thierno Bah         | Al-Taawoun             |          |
| P        | Fabio Coltorti      | RB Lipsia              |          |
| A        | Júnior Negrão       | Guarani                |          |
| C        | Steven Lang         | Servette               |          |
| C        | Marko Muslin        | Wil                    |          |
| A        | Gaël N'Lundulu      | PSFK Černomorec Burgas |          |
| C        | Alexandre Pasche    | Servette               |          |
| A        | Aleksandar Prijović | Tromsø                 |          |
| C        | Néstor Susaeta      | Guadalajara            |          |
| D        | Alexandre Veuthey   | Stade Nyonnais         |          |

### Sessione invernale
| Acquisti | Acquisti | Acquisti | Acquisti |
| R.       | Nome     | da       | Modalità |
| -------- | -------- | -------- | -------- |

| Cessioni | Cessioni      | Cessioni      | Cessioni |
| R.       | Nome          | a             | Modalità |
| -------- | ------------- | ------------- | -------- |
| C        | Aadil Assana  | Clermont Foot |          |
| C        | Florian Gudit | Yverdon       |          |

## Risultati

### Super League

#### Prima fase, girone di andata
| Thun 14 luglio 2012, ore 19:45 CEST 1ª giornata | Thun  | 0 – 0 referto | Losanna | Arena Thun (4 496 spett.)\| Arbitro: \| Hänni \| |
| Arbitro:                                        | Hänni |               |         |                                                  |

| Arbitro: | Kever |

|  |           |              |
|  | Marcatori | 28’ Scarione |

| Arbitro: | Bieri |

|                                                    |           |                |
| Sanogo 24’, 70’ Malonga 45’ Roux 52’ Moussilou 64’ | Marcatori | 2’ (aut.) Katz |

| Arbitro: | Jaccottet |

|                                                     |           |  |
| Drmić 14’ Chermiti 38’ (rig.), 48’ Schönbächler 82’ | Marcatori |  |

| Arbitro: | Gremaud |

|  |           |                          |
|  | Marcatori | 12’ Bühler 86’ Margairaz |

| Arbitro: | Zimmermann |

|                        |           |  |
| Streller 43’ Salah 82’ | Marcatori |  |

| Berna 26 agosto 2012, ore 16:00 CEST 7ª giornata | Young Boys | 0 – 0 referto | Losanna | Stade de Suisse (17 132 spett.)\| Arbitro: \| Carrell \| |
| Arbitro:                                         | Carrell    |               |         |                                                          |

| Arbitro: | Bieri |

|  |           |                         |
|  | Marcatori | 49’ Vilotić 90’ Abrashi |

| Arbitro: | Graf |

|             |           |  |
| Malonga 34’ | Marcatori |  |

#### Prima fase, girone di ritorno
| Arbitro: | Jaccottet |

|  |           |             |
|  | Marcatori | 25’ Malonga |

| Arbitro: | Klossner |

|               |           |          |
| Moussilou 63’ | Marcatori | 2’ Salah |

| Arbitro: | Kever |

|                            |           |             |
| Scarione 19’ Montandon 54’ | Marcatori | 47’ Malonga |

| Arbitro: | Wermelinger |

|  |           |                            |
|  | Marcatori | 66’ Schönbächler 83’ Drmić |

| Arbitro: | Gremaud |

|             |           |             |
| Vanczák 50’ | Marcatori | 81’ Marazzi |

| Arbitro: | Zimmermann |

|              |           |               |
| Hajrović 35’ | Marcatori | 13’ Guié-Guié |

| Arbitro: | Klossner |

|                                    |           |  |
| Moussilou 1’ Tafer 30’ Khelifi 78’ | Marcatori |  |

| Arbitro: | Kever |

|                       |           |          |
| Gabri 17’ Malonga 72’ | Marcatori | 83’ Frey |

| Lucerna 1º dicembre 2012, ore 19:45 CET 18ª giornata | Lucerna    | 0 – 0 referto | Losanna | swissporarena (11 574 spett.)\| Arbitro: \| Zimmermann \| |
| Arbitro:                                             | Zimmermann |               |         |                                                           |

#### Seconda fase, girone di andata
| Arbitro: | Klossner |

|                       |           |  |
| Chermiti 5’ Drmić 90’ | Marcatori |  |

| Arbitro: | Amhof |

|             |           |                      |
| Malonga 53’ | Marcatori | 35’ Stocker 42’ Díaz |

| Arbitro: | Erlachner |

|                |           |  |
| Vitkieviez 83’ | Marcatori |  |

| Losanna 3 marzo 2013, ore 16:00 CET 22ª giornata | Losanna | 0 – 0 referto | Grasshoppers | Stade Olympique de la Pontaise (4 300 spett.)\| Arbitro: \| Bieri \| |
| Arbitro:                                         | Bieri   |               |              |                                                                      |

| Arbitro: | Graf |

|  |           |             |
|  | Marcatori | 14’ Malonga |

| Arbitro: | Erlachner |

|                             |           |               |
| Wüthrich 18’ Besle 25’, 31’ | Marcatori | 41’ Moussilou |

| Losanna 1º aprile 2013, ore 13:45 CEST 25ª giornata | Losanna | 0 – 0 referto | Young Boys | Stade Olympique de la Pontaise (5 300 spett.)\| Arbitro: \| San \| |
| Arbitro:                                            | San     |               |            |                                                                    |

| Arbitro: | Amhof |

|                            |           |                                             |
| Moussilou 27’ Sonnerat 29’ | Marcatori | 2’ (rig.), 63’ Schirinzi 26’, 70’ Schneuwly |

| Arbitro: | Jaccottet |

|            |           |  |
| Stahel 70’ | Marcatori |  |

#### Seconda fase, girone di ritorno
| Arbitro: | Kever |

|                      |           |                                  |
| Moussilou 25’ (rig.) | Marcatori | 21’ Besle 55’ Scarione 73’ Nushi |

| Arbitro: | Hänni |

|                                           |           |          |
| Costanzo 33’ (rig.) Zverotić 67’ Afum 74’ | Marcatori | 90’ Roux |

| Arbitro: | Amhof |

|           |           |                  |
| Martin 6’ | Marcatori | 67’ (rig.) Drmić |

| Arbitro: | Bieri |

|              |           |                                            |
| Sonnerat 28’ | Marcatori | 17’ (rig.) N'Djeng 43’ Kololli 74’ Darragi |

| Arbitro: | San |

|                       |           |  |
| Sadik 60’ Hediger 84’ | Marcatori |  |

| Arbitro: | Amhof |

|               |           |  |
| Frei 24’, 60’ | Marcatori |  |

| Arbitro: | Klossner |

|                                           |           |  |
| Zibung 28’ (aut.) Marazzi 76’ Malonga 82’ | Marcatori |  |

| Arbitro: | Hänni |

|                        |           |  |
| Roux 9’, 26’ Meoli 31’ | Marcatori |  |

| Arbitro: | Jaccottet |

|                                                            |           |               |
| Zuber 21’ (rig.) Gashi 60’ (rig.) Ngamukol 73’ Khalifa 90’ | Marcatori | 84’ Dessarzin |

### Coppa Svizzera
| 15 settembre 2012, ore 17:30 CEST Primo turno | FC Hochdorf | 0 – 4 | Losanna |  |

| 11 novembre 2012, ore 15:30 CET Secondo turno | Delémont | 0 – 4 | Losanna |  |

| 8 dicembre 2012, ore 14:00 CET Ottavi di finale | Brühl | 1 – 3 | Losanna |  |

| Arbitro: | Jaccottet |

|  |           |                                |
|  | Marcatori | 28’ Vanczák 90’ (rig.) N'Djeng |

## Statistiche

### Statistiche di squadra
| Competizione   | Punti | In casa | In casa | In casa | In casa | In casa | In casa | In trasferta | In trasferta | In trasferta | In trasferta | In trasferta | In trasferta | Totale | Totale | Totale | Totale | Totale | Totale | DR  |
| Competizione   | Punti | G       | V       | N       | P       | Gf      | Gs      | G            | V            | N            | P            | Gf           | Gs           | G      | V      | N      | P      | Gf     | Gs     | DR  |
| -------------- | ----- | ------- | ------- | ------- | ------- | ------- | ------- | ------------ | ------------ | ------------ | ------------ | ------------ | ------------ | ------ | ------ | ------ | ------ | ------ | ------ | --- |
| Super League   | 33    | 18      | 6       | 4       | 8       | 24      | 23      | 18           | 2            | 5            | 11           | 8            | 28           | 36     | 8      | 9      | 19     | 32     | 51     | -19 |
| Coppa Svizzera | -     | 1       | 0       | 0       | 1       | 0       | 2       | 3            | 3            | 0            | 0            | 11           | 1            | 4      | 3      | 0      | 1      | 11     | 3      | +8  |
| Totale         | 33    | 19      | 6       | 4       | 9       | 24      | 25      | 21           | 5            | 5            | 11           | 19           | 29           | 40     | 11     | 9      | 20     | 43     | 54     | -11 |

### Andamento in campionato
| Giornata  | 1 | 2 | 3 | 4 | 5 | 6 | 7 | 8 | 9 | 10 | 11 | 12 | 13 | 14 | 15 | 16 | 17 | 18 | 19 | 20 | 21 | 22 | 23 | 24 | 25 | 26 | 27 | 28 | 29 | 30 | 31 | 32 | 33 | 34 | 35 | 36 |
| --------- | - | - | - | - | - | - | - | - | - | -- | -- | -- | -- | -- | -- | -- | -- | -- | -- | -- | -- | -- | -- | -- | -- | -- | -- | -- | -- | -- | -- | -- | -- | -- | -- | -- |
| Luogo     | T | C | C | T | C | T | T | C | C | T  | C  | T  | C  | T  | T  | C  | C  | T  | T  | C  | T  | C  | T  | T  | C  | C  | T  | C  | T  | C  | C  | T  | T  | C  | C  | T  |
| Risultato | N | P | V | P | P | P | N | P | V | V  | N  | P  | P  | N  | N  | V  | V  | N  | P  | P  | P  | N  | V  | P  | N  | P  | P  | P  | P  | N  | P  | P  | P  | V  | V  | P  |
| Posizione | 7 | 8 | 4 | 8 | 8 | 8 | 9 | 9 | 8 | 7  | 7  | 7  | 9  | 8  | 8  | 7  | 6  | 6  | 6  | 7  | 8  | 8  | 7  | 7  | 8  | 8  | 8  | 8  | 9  | 9  | 9  | 9  | 9  | 9  | 9  | 9  |

Legenda:

Luogo: C = Casa; T = Trasferta. Risultato: V = Vittoria; N = Pareggio; P = Sconfitta.

### Statistiche dei giocatori
| Giocatore      | Super League | Super League | Super League | Super League | Coppa Svizzera | Coppa Svizzera | Coppa Svizzera | Coppa Svizzera | Totale   | Totale | Totale      | Totale     |
| Giocatore      | Presenze     | Reti         | Ammonizioni  | Espulsioni   | Presenze       | Reti           | Ammonizioni    | Espulsioni     | Presenze | Reti   | Ammonizioni | Espulsioni |
| -------------- | ------------ | ------------ | ------------ | ------------ | -------------- | -------------- | -------------- | -------------- | -------- | ------ | ----------- | ---------- |
| W. Adam        | 1            | 0            | 0            | 0            | 0              | 0              | 0              | 0              | 1        | 0      | 0           | 0          |
| S. Antonio     | 1            | 0            | 0            | 0            | 0              | 0              | 0              | 0              | 1        | 0      | 0           | 0          |
| A. Assana      | 0            | 0            | 0            | 0            | 0              | 0              | 0              | 0              | 0        | 0      | 0           | 0          |
| M. Avanzini    | 17           | 0            | 3            | 0            | 0              | 0              | 0              | 0              | 17       | 0      | 3           | 0          |
| M. Begzadić    | 1            | 0            | 0            | 0            | 0              | 0              | 0              | 0              | 1        | 0      | 0           | 0          |
| T. Castella    | 0            | 0            | 0            | 0            | 0              | 0              | 0              | 0              | 0        | 0      | 0           | 0          |
| A. Chakhsi     | 33           | 0            | 4            | 0            | 1              | 0              | 1              | 0              | 34       | 0      | 5           | 0          |
| G. Cuénoud     | 0            | 0            | 0            | 0            | 0              | 0              | 0              | 0              | 0        | 0      | 0           | 0          |
| R. Dessarzin   | 2            | 1            | 0            | 0            | 0              | 0              | 0              | 0              | 2        | 1      | 0           | 0          |
| M. Débonnaire  | 9            | 0            | 0            | 0            | 1              | 0              | 0              | 0              | 10       | 0      | 0           | 0          |
| M. Facchinetti | 29           | 0            | 6            | 0            | 1              | 0              | 0              | 0              | 30       | 0      | 6           | 0          |
| A. Favre       | 27           | 0            | 2            | 0            | 0              | 0              | 0              | 0              | 27       | 0      | 2           | 0          |
| F. Ferrugem    | 20           | 0            | 5            | 0            | 1              | 0              | 1              | 0              | 21       | 0      | 6           | 0          |
| G. Gabri       | 24           | 1            | 4            | 0            | 0              | 0              | 0              | 0              | 24       | 1      | 4           | 0          |
| F. Gudit       | 0            | 0            | 0            | 0            | 0              | 0              | 0              | 0              | 0        | 0      | 0           | 0          |
| A. Guié-Guié   | 10           | 1            | 1            | 0            | 1              | 0              | 0              | 0              | 11       | 1      | 1           | 0          |
| J. Kamber      | 14           | 0            | 2            | 0            | 0              | 0              | 0              | 0              | 14       | 0      | 2           | 0          |
| G. Katz        | 34           | 0            | 9            | 0            | 1              | 0              | 0              | 0              | 35       | 0      | 9           | 0          |
| S. Khelifi     | 27           | 1            | 0            | 0            | 1              | 0              | 0              | 0              | 28       | 1      | 0           | 0          |
| N. Lavanchy    | 0            | 0            | 0            | 0            | 0              | 0              | 0              | 0              | 0        | 0      | 0           | 0          |
| C. Malonga     | 30           | 8            | 3            | 0            | 1              | 0              | 0              | 0              | 31       | 8      | 3           | 0          |
| N. Marazzi     | 32           | 2            | 5            | 1            | 1              | 0              | 0              | 0              | 33       | 2      | 5           | 1          |
| M. Martin      | 12           | 1            | 1            | 0            | 0              | 0              | 0              | 0              | 12       | 1      | 1           | 0          |
| F. Mendouca    | 0            | 0            | 0            | 0            | 0              | 0              | 0              | 0              | 0        | 0      | 0           | 0          |
| S. Meoli       | 9            | 1            | 2            | 0            | 1              | 0              | 0              | 0              | 10       | 1      | 2           | 0          |
| M. Moussilou   | 30           | 6            | 3            | 0            | 1              | 0              | 1              | 0              | 31       | 6      | 4           | 0          |
| F. Page        | 0            | 0            | 0            | 0            | 0              | 0              | 0              | 0              | 0        | 0      | 0           | 0          |
| J. Roux        | 28           | 4            | 4            | 0            | 0              | 0              | 0              | 0              | 28       | 4      | 4           | 0          |
| S. Sanogo      | 31           | 2            | 10           | 1            | 1              | 0              | 0              | 0              | 32       | 2      | 10          | 1          |
| J. Sonnerat    | 28           | 2            | 4            | 0            | 1              | 0              | 1              | 0              | 29       | 2      | 5           | 0          |
| B. Sukaj       | 1            | 0            | 0            | 0            | 0              | 0              | 0              | 0              | 1        | 0      | 0           | 0          |
| Y. Tafer       | 23           | 1            | 2            | 0            | 1              | 0              | 0              | 0              | 24       | 1      | 2           | 0          |
| I. Tall        | 22           | 0            | 6            | 0            | 0              | 0              | 0              | 0              | 22       | 0      | 6           | 0          |
| K. Tapoko      | 2            | 0            | 0            | 0            | 0              | 0              | 0              | 0              | 2        | 0      | 0           | 0          |
| A. Özcan       | 0            | 0            | 0            | 0            | 0              | 0              | 0              | 0              | 0        | 0      | 0           | 0          |